# جائزة بوكر الدولية
جائزة بوكر الدولية (بالإنجليزية: International Booker Prize)‏ وكانت تسُمى سابقًا: جائزة مان بوكير الدولية (بالإنجليزية: Man Booker International Prize)‏؛ هي جائزة دولية تأسست في المملكة المتحدة. تم الإعلان عن فكرة تأسيس الجائزة في يونيو 2004 ولقد تأسست رسميًا في عام 2005. منذ عام 2005 حتى عام 2015 تمنح الجائزة كل سنتين إلى كاتب من أي جنسية لمجموعة من الأعمال التي يكون قد نشرها باللغة الإنجليزية أو التي قام بترجمتها إلى اللغة الإنجليزية.
منذ عام 2016، تمنح الجائزة سنويا مبلغ مقداره 50،000 جنيه استرليني للمترجم الفائز ويتم تقاسم المبلغ بالتساوي بينه وبين المؤلف الأصلي للكتاب.

## أهمية جائزة البوكر العالمية
تعتبر جائزة البوكر من الجوائز العالمية المهمة، وهي علامة مرموقة في عالم الأدب؛ لأنها تشجع على الإبداع 
الأدبي وتسلط الضوء على أعمال الكتاب المتميزين، فالفوز بها يعطي الكاتب شهرة واعترافا دوليا عبر قيمة الجائزة وانعكاسها على مبيعات الرواية وترجمتها.

## الفائزون بالجائزة
| السنة | الإسم                 | العمل                    | المترجم        | الدولة           | اللغة      | العمل الأدبي             |
| ----- | --------------------- | ------------------------ | -------------- | ---------------- | ---------- | ------------------------ |
| 2005  | إسماعيل قادري         |                          |                | ألبانيا          | الألبانية  | أدب ألباني               |
| 2007  | تشينوا أتشيبي         |                          | n/a            | نيجيريا          | الإنجليزية | أدب نيجيري               |
| 2009  | آليس مونرو            |                          | n/a            | كندا             | الأنجليزية | أدب كندي                 |
| 2011  | فيليب روث             |                          | n/a            | الولايات المتحدة | الإنجليزية | أدب أمريكي               |
| 2013  | ليديا ديفيس           |                          | n/a            | الولايات المتحدة | الإنجليزية | أدب أمريكي               |
| 2015  | لاسلو كراسناهوركاي    |                          |                | هنغاريا          | الهنغارية  | أدب هنغاري               |
| 2016  | هان كانج              | النباتية                 | ديبرا سميث     | كوريا الجنوبية   | الكورية    | أدب كوري، أدب كوري جنوبي |
| 2017  | ديفيد غروسمان         | حصان يمشي داخل بار       | جيسيكا كوهين   | إسرائيل          | العبرية    | أدب إسرائيلي             |
| 2018  | أولغا توكارتشوك       | رحلات                    | جنيفر كروفت    | بولندا           | البولندية  | أدب بولندي               |
| 2019  | جوخة الحارثي          | سيدات القمر              | مارلين بوث     | سلطنة عمان       | العربية    | أدب عربي                 |
| 2020  | ماريكا لوكاس رينيفيلد | عدم الراحة في المساء     | ميشيل هوتشيسون | المملكة المتحدة  | الهولندية  | أدب هولندي               |
| 2021  | ديفيد ديوب            | في الليل كل الدماء سوداء | آنا موسكوفاكيس | الولايات المتحدة | الفرنسية   | أدب فرنسي                |
| 2022  | شيهان كاروناتيلاكا    | أقمار مالي ألميدا السبعة |                | سريلانكا         | الإنجليزية | أدب سريلانكي             |
| 2023  | غيورغي غوسبودينوف     | ملجأ الزمن               |                | بلغاريا          |            | أدب بلغاري               |